# Babak-kasteel
Babak Kasteel (Perzisch: دژ بابک of قلعه بابک, Ghaleh ye Babak), ook bekend als het kasteel van de republiek, is een grote citadel op de top van een berg in de Arasbaran-bossen, gelegen op 6 kilometer ten zuidwesten van de stad Kalibar in het noordwesten van Iran.
Het is een nationaal symbool van de Iraniërs. Het is het bolwerk van Babak Khorram Din, de leider van de Khurramiten in Azerbeidzjan, die vocht tegen het islamitische kalifaat van de Abbassiden. De bewoners van Azerbeidzjan verzamelen zich tijdens het eerste weekend van juli op Babak-kasteel voor de jaarlijkse herdenking van Babak Khorram Din.